# Solfara Mormino
La solfara Mormino o miniera Mormino  è stata una miniera di zolfo, sita in provincia di Agrigento nelle vicinanze di Cianciana in località Raddoli.
La solfatara, già attiva nel 1839, risulta oggi abbandonata.